# HD 3059
HD 3059，又名CD-30 156，SAO 166367、HR 138，是一颗恒星，视星等为5.55，位于銀經0.01，銀緯-85.4，其B1900.0坐标为赤經0h 28m 44.3s，赤緯-30° -85.4′ 33″。